# Niemce (gmina)
Niemce (hist. gmina Nasutów) – gmina wiejska w województwie lubelskim, w powiecie lubelskim. W latach 1975–1998 gmina położona była w województwie lubelskim. Przez gminę przepływa rzeka Ciemięga, a siedziba gminy to Niemce. Stanowi część aglomeracji lubelskiej.
Według danych z 20 lutego 2014 gminę zamieszkiwały 18 074 osoby.

## Struktura powierzchni
Według danych z roku 2002 gmina Niemce ma obszar 141,14 km², w tym:
- użytki rolne: 86%
- użytki leśne: 7%

Gmina stanowi 8,4% powierzchni powiatu.

## Demografia

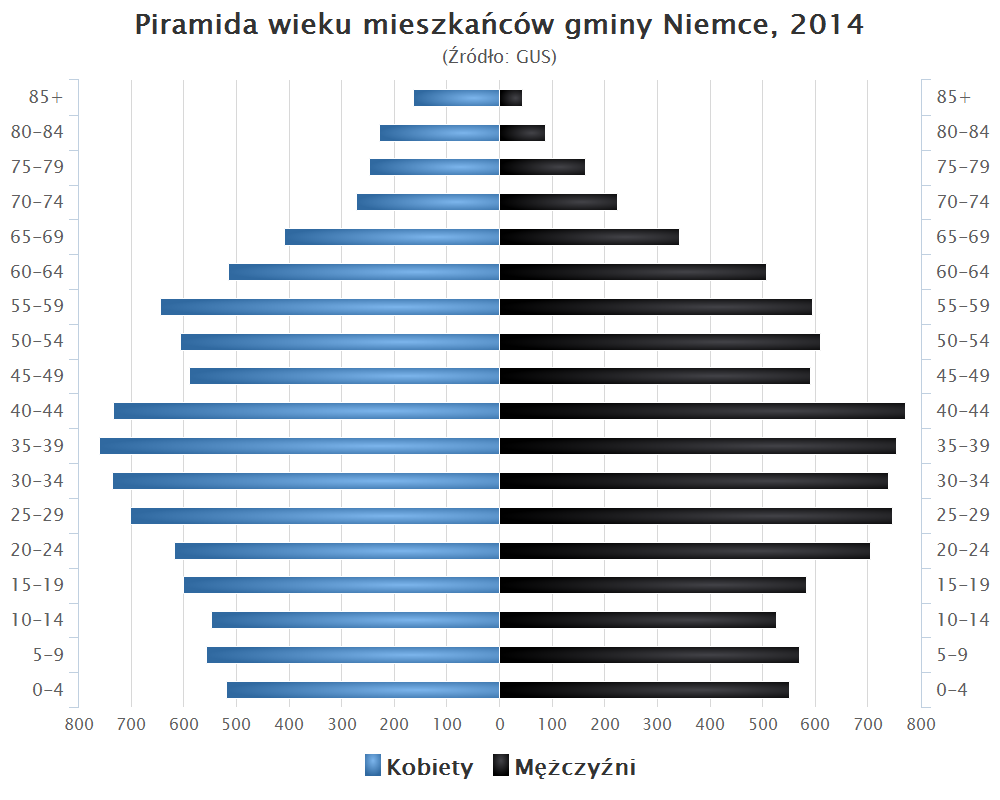
Piramida wieku mieszkańców gminy Niemce w 2014 roku

Dane z 20 lutego 2014 roku:
| Opis                              | Ogółem | Ogółem | Kobiety | Kobiety | Mężczyźni | Mężczyźni |
| --------------------------------- | ------ | ------ | ------- | ------- | --------- | --------- |
| jednostka                         | osób   | %      | osób    | %       | osób      | %         |
| populacja                         | 18 074 | 100    | 9228    | 51      | 8846      | 49        |
| gęstość zaludnienia (mieszk./km²) | 128,1  | 128,1  | 65,4    | 65,4    | 62,7      | 62,7      |

## Zabytki
1. Zespół kościelny – kościół parafialny i dzwonnica w miejscowości Dys
2. Ruiny dworu obronnego po kapitalnym remoncie w 1987 roku w Jakubowicach Konińskich
3. Zespół kościelny – kościół parafialny, murowane ogrodzenie cmentarne
4. Kapliczki i drzewostan w miejscowości Krasienin
5. Zespół dworski – dwór, park, aleja lipowa w miejscowości Krasienin
6. Dawna karczma w miejscowości Krasienin
7. Zespół dworsko-parkowy – park, lipy wzdłuż ogrodzenia, aleja lipowa w miejscowości Nasutów
8. Park podworski w miejscowości Ciecierzyn
9. Park podworski w miejscowości Niemce
10. Dwór murowany i park podworski w miejscowości Boduszyn
11. Cmentarz parafialny w miejscowości Dys
12. Dwór murowany „Bernatówka” i drzewostan w miejscowości Dys
13. Otoczenie dworu w miejscowości Jakubowice

## Sołectwa
Baszki, Boduszyn, Ciecierzyn, Dys, Dziuchów, Elizówka, Jakubowice Konińskie-Kolonia, Jakubowice Konińskie, Kawka, Kolonia Bystrzyca, Krasienin-Kolonia, Krasienin, Leonów, Ludwinów, Łagiewniki, Majdan Krasieniński, Nasutów, Niemce, Nowy Staw, Osówka, Pólko, Pryszczowa Góra, Rudka Kozłowiecka, Stoczek, Stoczek-Kolonia, Swoboda, Wola Krasienińska, Wola Niemiecka, Zalesie

## Sąsiednie gminy
Garbów, Jastków, Kamionka, Lubartów, Lublin, Spiczyn, Wólka